# Ханой (футбольный клуб)
«Ханой» (вьет. Câu lạc bộ Bóng đá Hà Nội) — вьетнамский футбольный клуб из города Ханой. Выступает в V-лиге. До 2017 года клуб носил название «T&T».

## История

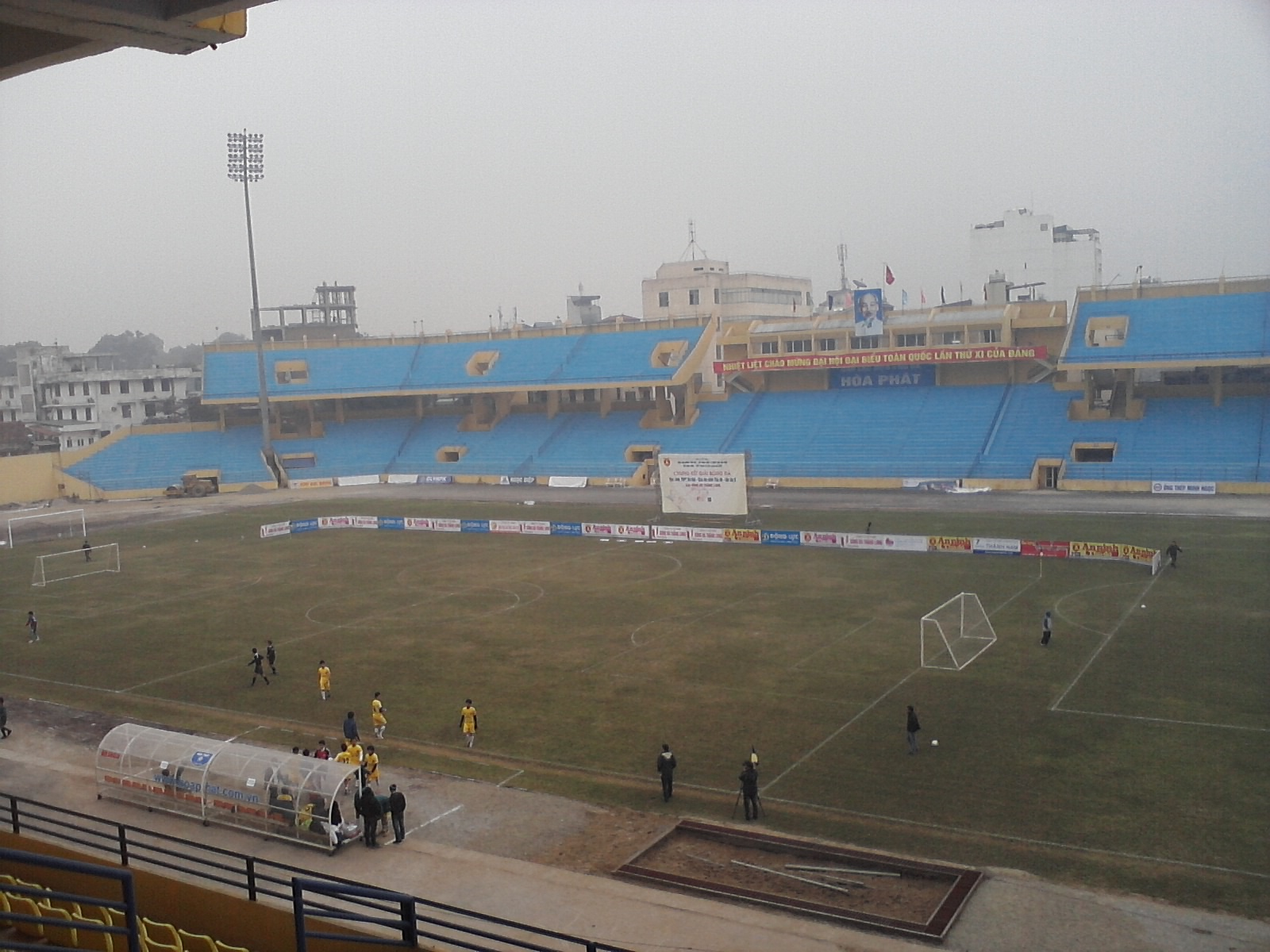
Стадион «Хангдай»

Клуб был создан в 2006 году одноимённой вьетнамской компанией T&T, занимающейся туристическим бизнесом. За три сезона команда последовательно прошла третий, второй и первый дивизионы и в 2009 году дебютировала в V-лиге. Команда обладает большим по вьетнамским меркам бюджетом и имеет возможность приглашать в свои ряды сильнейших вьетнамских футболистов. Так, ещё выступая в первом дивизионе, клуб подписал контракт с основным вратарём сборной Вьетнама Зыонгом Хонг Шоном, а в 2009 году в T&T перешёл лучший футболист страны Ле Конг Винь. Подобное усиление состава позволило T&T стать чемпионом сезона 2010 и на следующий год дебютировать в Кубке АФК.

## Достижения
- Чемпионат Вьетнама:

Чемпион (5): 2010, 2013, 2016, 2018, 2019
Серебряный призёр (4): 2011, 2012, 2014, 2015
- Суперкубок Вьетнама:

Победитель: 2010

## Выступления в чемпионатах Вьетнама
| Сезон    | 2006 | 2007 | 2008 | 2009 | 2010 | 2011 | 2012 | 2013 | 2014 | 2015 | 2016 | 2017 | 2018 | 2019 |
| -------- | ---- | ---- | ---- | ---- | ---- | ---- | ---- | ---- | ---- | ---- | ---- | ---- | ---- | ---- |
| Дивизион | 4    | 3    | 2    | 1    | 1    | 1    | 1    | 1    | 1    | 1    | 1    | 1    | 1    | 1    |
| Место    | 1    | 2    | 2    | 4    | 1    | 2    | 2    | 1    | 2    | 2    | 1    | 3    | 1    | 1    |

## Выступления в соревнованиях АФК
- Кубок АФК:

2011: групповой этап